# Логручей
Логручей — ручей в России, протекает по территории Винницкого сельского поселения Подпорожского района Ленинградской области. Длина ручья — 14 км.

## Общие сведения
Ручей берёт начало из озера Андрюк на высоте выше 160,9 м над уровнем моря и далее течёт преимущественно в северо-западном направлении.
Логручей в общей сложности имеет два малых притока суммарной длиной 9,0 км.
Впадает в реку Оять, левый приток Свири.
Населённые пункты на ручье отсутствуют.
Код объекта в государственном водном реестре — 01040100812202000012963.